# Jiulongwan
Jiulongwan (kinesiska: 九龙湾, 九龙湾乡) är en socken i Kina. Den ligger i den autonoma regionen Inre Mongoliet, i den norra delen av landet, omkring 130 kilometer öster om regionhuvudstaden Hohhot.
Genomsnittlig årsnederbörd är 556 millimeter. Den regnigaste månaden är juli, med i genomsnitt 173 mm nederbörd, och den torraste är januari, med 2 mm nederbörd.